# IBM 803
Der IBM 803 war ein Schecksortierer der Firma IBM. Er wurde 1949 angekündigt und sollte die Vorgängermaschine IBM 801 ablösen. Er konnte eingereichte Schecks, Tickets oder andere Geschäftsdokumente erfassen, indossieren und sortieren. Damit war er für die bundesdeutschen Banken nach dem Zweiten Weltkrieg ein wichtiges Werkzeug, die steigenden Schecktransaktionen effizient zu bearbeiten. Dementsprechend fand das Gerät dort eine weite Verbreitung und wurde bis Mitte der 1950er-Jahre eingesetzt.
Abgelöst wurde der IBM 803 von den IBM-Standard-Systemen, dem IBM 3600- bzw. dem IBM 4700-System in den Jahren 1960 bzw. 1970. Vom Markt nahm IBM nach eigenen Angaben die Maschine allerdings erst 1981.